# Sogo
Sogo (auch unter Raummühle, 3D-Mühle, 3D-Tic-Tac-Toe, Vier gewinnt Professional und anderen Namen vertrieben) ist ein strategisches Brettspiel für zwei Personen.

## Einführung
Das Spielziel von Sogo ist es, vier eigene Steine in eine Reihe (horizontal, vertikal oder diagonal) zu bringen. Spieltheoretisch ist es wie Schach, Go oder Mühle ein Spiel mit perfekter Information.
Erstmals erschien das Spiel 1967 in den Vereinigten Staaten als Score Four. In Deutschland ist das Spiel 1974 bei Ravensburger als Sogo in der Traveller-Serie erschienen. Im gleichen Jahr erschien eine ähnliche 2-dimensionale Variante des Spiels als „Vier gewinnt“ bei MB Spiele. In der DDR wurde es als Raum-Mühle durch den VEB Thüringer Schmuck in Waltershausen 1985 produziert.  In den vergangenen ca. 45 Jahren erschien dieses Spiel anschließend bei diversen weiteren Verlagen unter vielen verschiedenen Namen.

### Alternativbezeichnungen
Eine Besonderheit dieses Spiels ist, dass es durch sein einfaches Spielprinzip immer wieder „neu“ erfunden wird. So vertreiben es viele Verlage werbewirksam unter verschiedensten Namen, beispielsweise 3D-Mühle, 3D-Tic-Tac-Toe, Vier gewinnt Professional, Kugelmühle, Morpion Tridimentionnel, P4, Palloshakki, Die Säulen des Plato, Quadrago, Quadrix, Roule und andere.

## Spielmaterial
Das Spielmaterial besteht aus einer Grundplatte mit 16 senkrechten Stäben, die in einem 4×4-Quadrat angeordnet sind, sowie 2 Sets aus jeweils 32 Kugeln (oder Spielsteinen) in zwei Farben. Jeder Stab der Grundplatte kann vier Kugeln aufnehmen.

## Spielverlauf

### Erste Variante
Abwechselnd stecken die beiden Spieler eine Kugel auf einen Stab. Eine Mühle entsteht, wenn vier gleichfarbige Steine senkrecht übereinander, waagrecht nebeneinander, diagonal in einer Ebene oder aber auch diagonal nach oben (auch in der Diagonalen) gesetzt werden (insgesamt 76 Möglichkeiten). Sobald ein Spieler eine Mühle hat, gewinnt er. Das Spiel endet unentschieden, wenn alle 64 Kugeln gespielt wurden, ohne dass eine Mühle zustande kam.

### Zweite Variante
Gelingt eine Mühle, darf dem Gegner, wie beim herkömmlichen Mühlespiel, ein Spielstein weggenommen werden. Gewinner ist der, der am Ende die meisten Spielsteine des Gegners erobert hat.

### Varianten des Spielbretts
Neben Spielen auf dem 4 × 4 Brett gibt es wie bei „Vier Gewinnt“ unterschiedlich große Spielbretter. So werden auch Steckbretter der Größe 3 × 3 × 3 („3 D Tic Tac Toe“) und 5 × 5 × 5 („Vier Gewinnt 3D“) vertrieben.

## Strategie und Taktik
Im Gegensatz zu Qubic, bei dem alle offenen Spielfelder jederzeit besetzt werden können, sind bei Sogo immer nur maximal 16 Positionen besetzbar. Paradoxerweise führt diese Einschränkung der Möglichkeiten zu zusätzlichen strategischen und taktischen Motiven.

### Verbotene Positionen

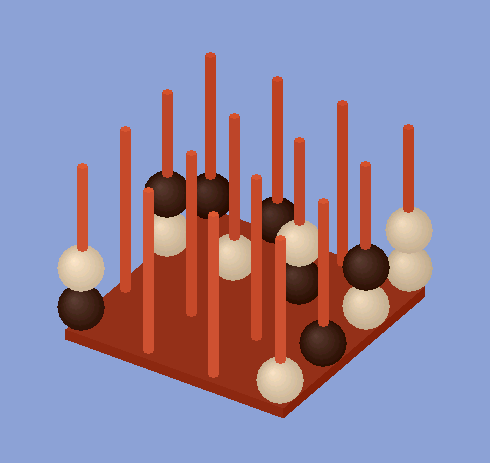
Spielsituation mit verbotener Position

Eines dieser Motive besteht darin, dass es möglich ist, Dreierreihen aufzubauen, bei denen die freie Position nicht sofort geschlossen werden kann, weil die Position darunter noch nicht besetzt ist. Es ist gut, möglichst viele solcher offenen Positionen (Löcher) aufzubauen, weil man sie später für Kombinationen nutzen kann.
Die Position unterhalb des Lochs ist für den Gegner tabu, weil man sofort die Reihe schließen kann, wenn er dorthin setzt. Somit schränkt jedes eigene Loch die Zugmöglichkeiten des Gegners ein. In der Abbildung ist der freie Stab links in der Diagonalen für Schwarz tabu. Setzt er dorthin, so schließt Weiß die Reihe darüber und gewinnt.
Schafft man es, zwei Löcher unmittelbar übereinander aufzubauen, dann hat man eine Zwickmühle. Der Gegner muss das untere Loch bedienen, sobald die Position darunter besetzt wird. Nun kann man das obere Loch schließen und hat das Spiel gewonnen.

### Zugzwang

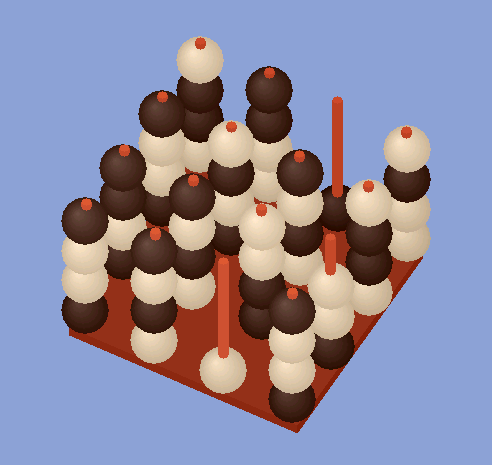
Endspielsituation

Gegen Ende eines Spiels nimmt die Zahl der Möglichkeiten Zug für Zug ab. Dadurch kann es sogar zu einer Zugzwangssituation kommen: Einem der beiden Spieler gehen die sicheren Züge aus, so dass er schließlich gezwungen ist, seine Kugel auf eine Tabuposition zu setzen, und verliert. In der Abbildung rechts ist Schwarz am Zuge. Er setzt auf die letzte freie Position auf dem Stab in der rechten Reihe. Weiß hat dann keine andere Wahl, als auf einen der beiden verbleibenden freien Stäbe zu setzen. Schwarz kann dann in beiden Fällen eine Viererkette schließen und gewinnt.

### Gewinnstellungen
Es gibt insgesamt 76 mögliche Gewinnstellungen.
Diese sind:
- Stapel in einer Farbe (16×)
- Reihe in einer Farbe (16×)
- Spalte in einer Farbe (16×)
- Diagonale in einer Reihe in einer Farbe (8×)
- Diagonale in einer Spalte in einer Farbe (8×)
- Diagonale in einer Ebene in einer Farbe (8×)
- Raumdiagonale von oberer Ecke zur gegenüberliegende unteren Ecke in einer Farbe (4×)

## Notation

Hexadezimale Notation

Schachnotation

Eine mögliche Notation des Spieles besteht darin, die einzelnen Stäbe im Hexadezimalsystem von 0 bis F durchzunummerieren. Hierbei wird vom weißen Spieler aus gesehen links oben mit der Zählung begonnen und diese von rechts nach links und von oben nach unten durchgeführt.
Um eine Partie zu notieren, reichen diese Nummern sowie die Zugreihenfolge aus. Um eine Mühle oder gar eine gesamte Spielstellung zu beschreiben, kann man an diese Stab-Nummern noch die Höhe der Steine anhängen. Eine Mühle die vom niedrigsten Stein auf Stab 0 bis zum höchsten Stein auf Stab 3 diagonal nach oben läuft, wird entsprechend als „Mühle von 01 bis 34“  bezeichnet. Die oben abgebildete Stellung mit verbotener Position würde als „Weiß: 01, 02, 11, 41, 52, 91, D1, F2 Schwarz: 12, 21, 51, 81, C1, D2, F1“ notiert werden.
Eine weitere Notationsmöglichkeit besteht darin die Stäbe entsprechend der Schachnotation zu bezeichnen. Die Reihen werden vom weißen Spieler aus gesehen von links nach rechts mit A bis D und die Spalten von unten nach oben mit 1 bis 4 durchnummeriert. Oben genannte Stellung würde in dieser Notation als „Weiß: A4-1 , A4-2, A3-1, B4-1, B3-2, C3-1, D3-1, D1-2 Schwarz: A3-2, A2-1, B3-1, C4-1, D4-1, D3-2, D1-1“ notiert werden.

## Zeitmessung

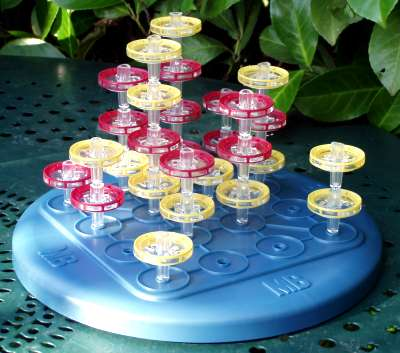
Die 2002 erschienene futuristische Ausgabe Vier gewinnt Professional von Milton Bradley

Wird Sogo wettkampfmäßig gespielt, so wird wie bei anderen Strategiespielen die Zeitmessung mit Schachuhren realisiert. Hierdurch wird gewährleistet, dass beiden Mitspielern eine gleich große Bedenkzeit zur Verfügung steht.